# Minderheitenschutz
Minderheitenschutz ist ein Begriff aus Verfassungs- und Völkerrecht, der sich auf Freiheit und Gleichheit von Minderheiten und ihren Schutz vor Diskriminierung bezieht. Die spezifischen Interessen von ethnischen Minderheiten, Behinderten oder Homosexuellen werden international durch die Menschenrechte, insbesondere durch den Internationalen Pakt über bürgerliche und politische Rechte,  und auf staatlicher Ebene durch die in der jeweiligen Verfassung verankerten Individualrechte geschützt.

## Minderheitenschutz des Völkerbunds
Die erste internationale Vereinbarung zum Schutze von Minderheiten stammt aus dem Wiener Kongress von 1815. Nach der Teilung Polens wurde versucht, den polnischen Bevölkerungen im preußischen, österreichischen und russischen Staat bestimmte Rechte zu garantieren. Die Dezemberverfassung Österreich-Ungarns von 1867 kodifizierte in ihrem Artikel 19 „Gleichberechtigung aller Volksstämme des Staates“ die allgemeinen Rechte der Staatsbürger der Monarchie; jedem „Volksstamm“ wurde darin ein unverletzliches Recht auf Wahrung und Pflege seiner Nationalität zuerkannt. Die Besonderheit dieser Verfassungsbestimmung war, dass dieses Recht nicht den Individuen zukam, sondern die Volksstämme zu Rechtsträgern bestimmt wurden. Spätere internationale Abmachungen sprechen nur noch von „religiösen“ Minderheiten und nur noch von „bürgerlichen“ Rechten, aber nicht von „politischen“ Rechten.
Als Nebenprodukt der Gebietsveränderungen durch den Ersten Weltkrieg wurden in den Friedensverträgen von Paris auch die Rechte von Minderheiten festgehalten. Diese Gebietsveränderungen, die den Osten und Süden Europas in neue Staaten aufteilten, sollten allen Volksgruppen der europäischen Länder das nationale Selbstbestimmungsrecht ermöglichen. Die Minderheiten waren nun der „unglückselig verbleibende Rest, […] denen man aber einen eigenen Nationalstaat oder eine Vereinigung mit dem Gebiet, in dem sie eine Mehrheit und ein Staatsvolk waren, […] nicht zugestehen konnte.“ Man bestand bei der Formulierung der Minderheitenverträge darauf, dass es keine „nationalen“ Minderheiten gäbe, sondern nur „rassische, religiöse und sprachliche Minderheiten“, damit ihnen kein nationales Selbstbestimmungsrecht zukäme. Zuvor wurden Minderheiten als Volksteile verstanden, die von der Mehrheit ihres eigenen Volkes getrennt auf fremdem Staatsgebiet lebten, aber selbstverständlich vom Staat ihrer Mehrheit nach Möglichkeit geschützt wurden. Nun wurde der Begriff der Minderheiten uminterpretiert: Minderheiten sollten sich jetzt als Minorität innerhalb eines Majoritätsvolkes verstehen. Sie wurden von keinem Staat mehr offiziell repräsentiert, sondern nur unter internationalen Schutz gestellt.
Der polnische Minderheitenvertrag, auch „der kleine Vertrag von Versailles“ genannt, der am 28. Juni 1919 zwischen der Entente und Polen unterzeichnet wurde, gilt als der erste Minderheitenvertrag mit konkret ausgearbeiteten Schutzrechtbestimmungen. Der Vertrag wird als Vorlage für die weiteren Minderheitenverträge betrachtet, die in der Folgezeit abgeschlossen wurden. In den meisten Fällen wurden die Abkommen zum Minderheitenschutz lediglich als einzelne Bestimmungen in die jeweiligen Hauptverträge der Pariser Vorortverträge eingearbeitet.
In Folge des polnischen Minderheitenvertrages wurden unmittelbar nach dem Ersten Weltkrieg sowie in der Zwischenkriegszeit eine Reihe von bilateralen Verträgen geschlossen:
- Vertrag von St. Germain-en-Laye, 1919, zwischen Österreich, der Tschechoslowakei und Jugoslawien
- Vertrag von Paris, 1919, über Rumänien
- Vertrag von Neuilly-sur-Seine, 1919, über Bulgarien
- Vertrag von Sèvres, 1920, über den Schutz von Minderheiten in Griechenland
- Vertrag von Trianon, 1920, über Ungarn
- Abkommen zwischen Polen und der Freien Stadt Danzig, 1920
- Frieden von Dorpat mit einem Abkommen zwischen Finnland und der Sowjetunion über die finnischsprachige Bevölkerung von Ostkarelien, 1920
- zwischen Finnland und Schweden über die schwedischsprachigen Åland-Inseln 1921
- Vereinbarung anlässlich der Eingliederung des Memelgebietes in den Staat Litauen zwischen Litauen und den Siegermächten vom 12. Mai 1922[3]
- Deutsch-polnisches Abkommen über Oberschlesien, 1922,[4] 1937 ausgelaufen
- Vertrag von Lausanne, 1923, über den Schutz von Minderheiten in der Türkei

Etwa 25 bis 30 Millionen Menschen im Nachkriegseuropa lebten unter diesen Minderheitenstatuten. In ihnen ging es meist um den Gebrauch der Muttersprache im öffentlichen Leben und um die Ausübung politischer und kultureller Menschenrechte. Pflichten der Minderheiten gegenüber dem Staat, in dem sie nun lebten, enthielten sie nicht.
Den Friedensverträgen folgten sehr scharfe und erbitterte Konflikte, die in allen betroffenen Ländern nahe an Bürgerkriege führten. Wegen der damals herrschenden nationalistischen Gesinnungen waren die meisten der betroffenen Staaten nicht bereit, die Verträge einzuhalten. Dem UNO-Vorläufer Völkerbund, der mit der Überwachung beauftragt war, fehlten die nötigen Kompetenzen und die Bereitschaft, den Vollzug durchzusetzen. Direkte Interventionen kamen nicht in Frage und die Gesetze von Nationalstaaten abändern konnte der Völkerbund nicht. Im Völkerbund betonten Staatsmänner, dass man von keinem Land erwarten könne, Gruppen gesetzlich zu schützen, die für immer eine Sonderstellung behalten wollten und nicht assimilierbar seien. Europas Minderheiten organisierten sich schließlich im Europäischen Nationalitätenkongress, der die Aufgabe übernehmen sollte, die Interessen aller Minderheiten unabhängig von ihrer Nationalität gegenüber dem Völkerbund zu vertreten. Das gelang nicht, weil sich die nationalen Interessen durchsetzten. Die Minderheiten verstanden sich als zugehörig zu den Staaten, in welchen sie als Volk die Mehrheit bildeten. So stimmten die deutschen Minderheiten in Rumänien und der Tschechoslowakei mit den deutschen Minderheiten in Polen und Ungarn, und so verhielten sich alle Gruppen. Das neue Element der Minderheitenschutzverträge, nämlich die Garantie von Rechten durch eine internationale Körperschaft, scheiterte.
Die europäischen Dikakturen der Zwischenkriegszeit verschärften ihrerseits die minderheitenfeindliche Gangart. Der italienische Faschismus unterdrückte von Beginn an die nicht-italienischsprachigen Minderheiten auf seinem Staatsgebiet, insbesondere die slowenische und die deutschsprachigen Gruppen. Am 11. Dezember 1937 trat Italien aus dem Völkerbund aus. Während der Zeit des Nationalsozialismus wurden dann in dessen Herrschaftsbereich alle Minderheitenrechte vollkommen entwertet und eine rassistische Umvolkungs- und Germanisierungspolitik betrieben. So sollten beispielsweise um deutschen Lebensraum in Slowenien zu schaffen, sogenannte „rassisch minderwertige“ Menschen gleich am Ort ermordet oder ins KZ deportiert, „nicht Eindeutschungsfähige“ nach Serbien und Kroatien abgesiedelt und Slowenen in die nach dem Sieg entvölkerten Gebiete der Sowjetunion umgesiedelt werden.

## Minderheitenschutz der UN
Nach dem Zweiten Weltkrieg versuchten die Vereinten Nationen zunächst, den Minderheitenschutz durch den als effektiver betrachteten individuellen Schutz der Menschenrechte zu ersetzen. Minderheitenschutz wurde in der internationalen Politik lange Zeit bewusst ausgeklammert. Lediglich im UN-Pakt über bürgerliche und politische Rechte vom 19. Dezember 1966 wurde das Recht ethnischer, religiöser und sprachlicher Minderheiten auf die entsprechende Ausübung geschützt. Politische Minderheitenrechte werden darin nicht erwähnt. Ein Menschenrechtsausschuss wurde für die Überwachung der staatlichen Verpflichtungen eingesetzt.
Ein weiteres Organ der UN, die Sub-Commission on Prevention of Discrimination and Protection of Minorities, befasst sich ebenfalls mit Minderheiten. Dieser Ausschuss erarbeitete u. a. die Deklaration über die Rechte von Minderheiten, welche die Staaten verpflichtet, die Identität nationaler oder ethnischer, kultureller, religiöser und sprachlicher Minderheiten durch den Erlass entsprechender Maßnahmen zu wahren und zu fördern. Den Angehörigen solcher Minderheiten muss das Recht auf freien Gebrauch ihrer Sprache im privaten und öffentlichen Bereich und eine angemessene Beteiligung an den sie betreffenden Entscheidungen garantiert werden.
Eine UN-Arbeitsgruppe über Indigene Bevölkerungen ist seit 1985 eingerichtet worden, da Indigene in der Regel Minderheiten in einer Nation sind. Ein wesentliches Ergebnis war eine Deklaration der Rechte indigener Völker vom 13. September 2007.

## Minderheitenschutz in Europa
Wie in allen westlichen Staaten werden auch in Europa Angehörige von Minderheiten durch Individualrecht, nicht durch Kollektivrecht geschützt. Der Schutz ist in Verfassungen und in völkerrechtlichen Verträgen verankert. Dementsprechend werden Minderheiten nicht als Gruppen mit eigenen Rechten anerkannt. „Volksgruppenrechte“ können nur durch zwischenstaatliche Verträge gewährt werden.
In den 1970er Jahren begann die Konferenz für Sicherheit und Zusammenarbeit in Europa (KSZE), sich mit der Minderheitenproblematik zu befassen. Nach dem Fall der Berliner Mauer und aufgrund der in der Folge immer wieder aufflammenden Minderheitenkonflikte in Osteuropa sowie der diversen regionalistischen Strömungen in Europa begann in den neunziger Jahren auch der Europarat, sich mit dem völkerrechtlichen Schutz von Minderheiten zu befassen.

### Minderheitenschutz in Deutschland
Das deutsche Grundgesetz kennt neben der Religionsfreiheit unter anderem auch den direkten Bezug zu den allgemeinen Regeln des Völkerrechts. Diese Regeln umfassen neben dem ius cogens und anerkannten allgemeinen Rechtsgrundsätzen auch das universell geltende Völkergewohnheitsrecht. Der mittelbare Schutz der individuellen Rechte beruht auf dem Gleichheitsgrundsatz und dem Diskriminierungsverbot des Grundgesetzes, die für alle gelten, ob Angehörige von Minderheiten oder nicht. In Deutschland genießen vier anerkannte nationale Minderheiten besonderen Schutz: die Dänen, die Friesen, die deutschen Sinti und Roma sowie das sorbische Volk. Ihr Schutz ist im Rahmen des Rahmenübereinkommens des Europarats und durch nationale Gesetze geregelt. Ziel ist es, ihre Sprache, Kultur und Identität zu bewahren und zu fördern.

### Konferenz von Kopenhagen „Über die menschliche Dimension“
Am 29. Juni 1990 verabschiedete die KSZE das „Kopenhagener Abschlussdokument über die menschliche Dimension“ – ein Meilenstein für die völkerrechtliche Verankerung der Menschenrechte in Europa. Die Kopenhagener Dokumente sind völkerrechtlich nicht verbindlich, sondern nur Vereinbarungen, die als ungefähre Richtschnur für die Mitgliedstaaten der OSZE dienen sollen.
Teil IV der Kopenhagener Dokumente geht detailliert auf die kollektiven Rechte der Angehörigen nationaler Minderheiten ein: Sie sollen ihre Menschenrechte und Grundfreiheiten in voller Gleichheit vor dem Gesetz ausüben können. Außerdem sollten sich die OSZE-Mitgliedsstaaten verpflichten, „besondere Maßnahmen zur Sicherung der Gleichstellung mit anderen Staatsangehörigen zu ergreifen“. Einer Person soll zudem das Recht zugestanden werden, selbst zu entscheiden, ob sie einer nationalen Minderheit zugehörig ist oder nicht.
Das Abschlussdokument der Kopenhagener Dokumente enthält darüber hinaus die so genannten individuellen Minderheitenrechte: Gebrauch der Muttersprache, freie Religionsausübung, Garantie grenzüberschreitender Kontakte zu Angehörigen der eigenen Volksgruppe, Vereinigungsfreiheit, das Recht auf Ausübung kultureller Aktivitäten, Schulunterricht in der Muttersprache oder mit der Muttersprache als Unterrichtssprache, Schutz und Förderung der Identität nationaler Minderheiten und die Einrichtung lokaler und autonomer Verwaltungseinheiten.

### Expertentreffen von Genf
Im Juli 1991 trafen sich Experten der KSZE-Mitgliedstaaten in Genf, um über die Minderheitenproblematik zu diskutieren. Dabei stellte sich heraus, dass einige Teilnehmerländer des ehemaligen Ostblocks (Bulgarien, Rumänien, Jugoslawien) hinter die Standards zurückgehen wollten, die in Kopenhagen verabschiedet wurden. Sie wurden von mehreren westlichen Ländern (Frankreich, Griechenland, Türkei) in ihrem Ansinnen bestärkt. So enthält die Schlusserklärung einen Satz, der alle vorherigen Bemühungen zum völkerrechtlichen Schutz von Minderheiten de facto zu Makulatur werden ließ: „[die Staaten] nehmen zur Kenntnis, dass nicht alle ethnischen, kulturellen, sprachlichen oder religiösen Unterschiede notwendigerweise zur Bildung nationaler Minderheiten führen“. Diese Einschränkung erlaubte es Frankreich oder der Türkei, auf ihrem Standpunkt zu beharren, es gäbe in ihren Ländern keine nationalen Minderheiten und deshalb auch keine Notwendigkeit, diesen in irgendeiner Form besonderen Schutz zukommen zu lassen.

### Europäische Konvention für den Schutz von Minderheiten
Am 8. Februar 1991 legte die Venedig-Kommission (Europäische Kommission für Demokratie durch Recht) dem Europarat einen Entwurf für eine „Europäische Konvention für den Schutz von Minderheiten“ vor. Im Gegensatz zu den beiden oben erwähnten Dokumenten wird hier der Begriff „Minderheit“ klar definiert, und es wird klargestellt, dass ausländische Staatsangehörige nicht miteinbezogen werden sollen. Die Zugehörigkeit zu einer Minderheit soll von der Entscheidung des Individuums abhängen. Des Weiteren wird ein kollektives Recht von Minderheiten anerkannt, und den Staaten werden Verpflichtungen auferlegt, die einer Kombination von Individual- und Gruppenrechten entsprechen.

### Europäische Charta der regionalen oder Minderheitensprachen
Das Ministerkomitee verabschiedete am 5. November 1992 eine Konvention, deren Erarbeitung insgesamt elf Jahre dauerte. Die Europäische Charta der Regional- oder Minderheitensprachen enthält Bestimmungen „zum Schutz und zur Förderung von Minderheitensprachen in Schulen, in der Verwaltung, vor Gericht und in den Medien“.
Die Charta ist jedoch nicht verbindlich. Die Unterzeichnerstaaten können auswählen, welche der Bestimmungen sie anwenden wollen. Sie entscheiden auch selbst darüber, auf welche Minderheitensprachen in ihrem Land sie die Charta anwenden wollen. Ein Berichterstattersystem dient als einzige Kontrolle, Sanktionen bei Nichteinhaltung der eingegangenen Verpflichtungen sind nicht vorgesehen.
Verantwortlich für die Verzögerungen und die unverbindlich formulierten Konventionen sind einige europäische Staaten, welche die Rechte ihrer Minderheiten aufgrund der eigenen Auffassung von „Staat“ und „Nation“ nicht anerkennen wollen, darunter insbesondere Frankreich, Großbritannien, Griechenland und die Türkei. Diese Länder befürchten, durch die Anerkennung von Minderheiten und Minderheitensprachen auf ihrem Territorium die nationale Einheit zu gefährden. Sie stellen sich auf den Standpunkt, dass die in der jeweiligen Verfassung festgehaltenen Gleichheitsgrundsätze ein ausreichender Schutz für die Angehörigen von Minderheiten seien.

### Minderheitenrechte in der Ukraine
Am 3. November 2023 unterzeichnete der Präsident Wolodymyr Zelenskij das neue ukrainische Gesetz über nationale Minderheiten. Nach FUEN bietet auch dieses „keine angemessene Lösung für die Anliegen der nationalen Minderheiten“.
So müssen in Massenmedien alle Inhalte in der Staatssprache übersetzt werden, der Vertrieb von Büchern in Minderheitensprachen ist nur in speziellen Bibliotheken möglich, die Verwendung der Muttersprache bei Notdiensten ist nur in Altenheimen möglich, der Gebrauch der Minderheitensprachen in lokalen öffentlichen Einrichtungen wird behördlich eingeschränkt.
"Russische Minderheiten werden in der Ukraine zu Bürgern zweiter Klasse."